# Anton Perwein
Anton Perwein (* 10. November 1911 in Wien; † 14. Dezember 1981) war ein österreichischer Feldhandballspieler.

## Biografie
Perwein gehörte bei den Olympischen Sommerspielen 1936 in Berlin der österreichischen Handballauswahl an, die im Feldhandball die Silbermedaille gewann. Er wurde am Hernalser Friedhof bestattet.
Er absolvierte drei Spiele, unter anderem das Finale.